# Jay Underwood
Jay Underwood est un ancien acteur américain, aujourd'hui pasteur chrétien baptiste, né le 1er octobre 1968, à Minneapolis, Minnesota. Il est principalement connu pour avoir interprété le rôle d"Eric Gibb dans le film de 1986 La Tête dans les nuages. Depuis 2007, il est pasteur de la First Baptist Church de Weaverville en Californie où il vit avec sa femme et ses trois enfants.

## Filmographie partielle

### Cinéma
- 1986 : La Tête dans les nuages
- 1986 : Desert Bloom (en)
- 1987 : Not Quite Human (en)
- 1987 : Promised Land
- 1989 : Uncle Buck
- 1994 : Les Quatre Fantastiques: Johnny Storm
- 1997 : L'Amour... et après
- 2004 : Rendez-vous avec une star

### Télévision
- 1990 : Confiance aveugle (en)
- 1993 : Les Aventures du jeune Indiana Jones (3 épisodes)
- 1997 : MillenniuM : Michael Slattery (Saison 1, épisode 16 : Le Pacte)
- 2001 : The X-Files (Saison 8, épisode 17 : Empedocles)
- 2003 : 44 Minutes de terreur
- 2006 : Ma grand-mère est riche (Where There's a Will)

## Distinctions

### Récompenses
- Young Artist Award
  - Récompense spéciale décernée à un ancien enfant-star 2001

### Nominations
- Saturn Award :
  - Nommé au Saturn Award du meilleur jeune acteur 1987 (La Tête dans les nuages)